# Willow Creek (Kalifornia)
Willow Creek – jednostka osadnicza w Stanach Zjednoczonych, w stanie Kalifornia, w hrabstwie Humboldt.